# Alexander Krichel

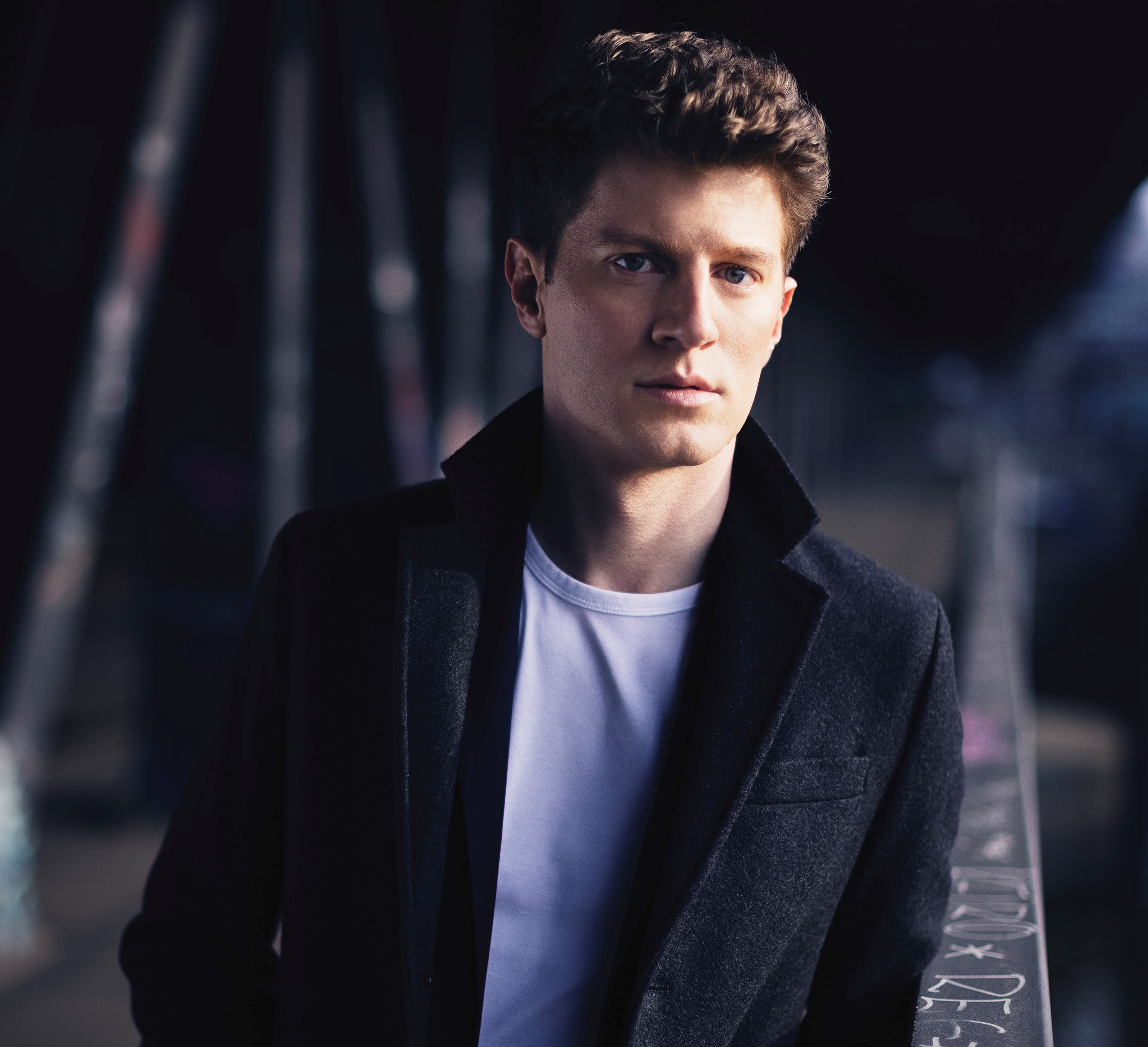
Alexander Krichel (2021)

Alexander Krichel (* 1989 in Hamburg) ist ein deutscher Pianist.

## Leben
Alexander Krichel wuchs in Hamburg-Harburg auf. Er begann im Alter von sechs Jahren mit dem Klavierunterricht, seine Lehrerin war Natalia Pogouliaeva. Mit 14 Jahren begann er, als Jungstudent an der Hochschule für Musik und Theater Hamburg zu studieren. Ab dem Alter von 16 Jahren war Krichel dann Jungstudent an der Hochschule für Musik, Theater und Medien Hannover, wo er Schüler von Wladimir Krainew war. Er legte das Abitur am Heisenberg-Gymnasium in Hamburg-Eißendorf ab, und schloss sein Studium am Royal College of Music in London bei Dmitri Alexejew ab.
Alexander Krichel gewann einige Wettbewerbe für Nachwuchsmusiker, darunter Jugend musiziert und den 1. Preis beim Internationalen Steinway-Klavierwettbewerb. 2013 wurde er mit dem Preis ECHO Klassik als Nachwuchskünstler (Klavier) ausgezeichnet. Alexander Krichel war Stipendiat der Oscar- und Vera-Ritter-Stiftung sowie des PE-Förderkreises für Studierende der Musik e. V. Mannheim und des stART-Programms, mit dem Bayer-Kultur junge Künstler über einen Zeitraum von drei Jahren fördert.
Nach einer Liszt-Einspielung bei Hänssler Classic erhielt Krichel 2011 einen Vertrag über fünf Alben bei Sony Classical. 2021 wechselte er zu Berlin Classics. Neben seiner Arbeit als Pianist war Krichel u. a. künstlerischer Leiter des Festivals „Kultur Rockt“ sowie der Konzertreihe „Kammermusik am Hochrhein“. Seit 2018 ist er festes Jurymitglied des Fanny-Mendelssohn-Förderpreises.
Seit 2019 lebt Krichel wieder in Hamburg.

## Konzerte
Krichel konzertierte bisher u. a. in der Philharmonie und im Konzerthaus Berlin, in der Elbphilharmonie und der Laeiszhalle Hamburg, im Herkulessaal und im Prinzregententheater in München, in der Kölner Philharmonie, im Konzerthaus und Musikverein Wien und in der Tonhalle Zürich.
Bei Festivals war er u. a. zu Gast bei den Festspielen Mecklenburg-Vorpommern, dem Kissinger Sommer, dem Schleswig-Holstein Musik Festival, dem Rheingau Musik Festival, dem Beethovenfest Bonn, den Schwetzinger Festspielen, dem Festival „Piano aux Jacobins“ in Toulouse, L’ésprit du piano in Bordeaux und beim Festival Internacional de Música de Marvão.

## Diskografie
- 2011: „Insights“ – Alexander Krichel plays Liszt. Telos Music
- 2013: Frühlingsnacht. Sony Music Entertainment
- 2014: Chopin : Hummel : Mozart. Sony Music Entertainment
- 2015: Sergej Rachmaninov: Piano Concerto Nr. 2 & Moments Musicaux. Sony Music Entertainment
- 2017: Maurice Ravel: Miroirs. Sony Music Entertainment
- 2019: An die ferne Geliebte. Sony Music Entertainment
- 2021: Enescu & Mussorgsky. Berlin Classics
- 2023: My Rachmaninoff. Berlin Classics